# ثنائي فينيل كلوريد الزرنيخ
 ثنائي فينيل كلوريد الزرنيخ  مركب كيميائي له الصيغة المجملة C12H10AsCl، ويعرف بغاز العطاس. ينتمي المركب إلى مركبات الزرنيخ العضوية السامة.

## الخواص
- لمركب ثنائي فينيل كلوريد الزرنيخ انحلالية ضعيفة في الماء، لكنه ينحل بشكل جيد في الإيثانول وثنائي إيثيل الإيثر.[2]
- يمكن أن يتفاعل المركب مع كواشف غرينيار من أجل تحضير مركبات زرنيخ عضوية أخرى كما في التفاعل:

RMgBr  +  (C6H5)2AsCl  →  (C6H5)2AsR  +  MgBrCl

## التاريخ
حضر مركب ثنائي فينيل كلوريد الزرنيخ  من قبل ميخاليس Michaelis ولاكوست La Coaste عام 1878  استعمل المركب في الحرب العالمية الأولى كسلاح كيميائي  وذلك لكونه مهيجا للمجاري التنفسية حيث كان ينشر على شكل قطيرات صغيرة تعجز مرشحات الأقنعة الواقية عن حجبها. كان الجندي الذي يتعرض لهذا المركب يجبر على خلع القناع ما يجعله غير محمياً وعرضة ًلتلقي غازات سامة مرافقة مثل الفوسجين. لذلك دعي هذا المركب خلال تلك الفترة بقاهر الأقنعة، وكان يرمز له اختصاراً CLARK 1.

## السلامة
إن لمركب ثنائي فينيل كلوريد الزرنيخ تأثيرات عكسية على جسم الإنسان، حيث يسبب العطاس والسعال والصداع، وإسالة اللعاب والإقياء.